# Лингаен (залив)
У этого топонима существуют и другие значения — см. Лингаен (Пангасинан).
Линга́ен (англ. Lingayen Gulf) — залив в западной части острова Лусон, Филиппины. Административно относится к региону Илокос, омывает берега провинций Пангасинан и Ла-Унион.

## География, описание
Залив имеет условно прямоугольную форму, имеет размер 55 на 35 километров и площадь около 2100 км². В его акватории (в западной части) расположены несколько островов: Кабарруян, Сантьяго и национальный парк «Сто Островов», состоящий из 124 островков.
На берегу залива расположены несколько городов (по дуге с северо-востока на северо-запад): Сан-Фернандо, Бауанг, Каба, Арингай, Агоо, Санто-Томас, Розарио, Сан-Фабиан, Дагупан, Бинмалей, Лингаен Лабрадор, Суал, Аламинос, Бани, Анда, Болинао.
В залив впадают несколько рек, крупнейшая из которых — Агно.
Южная часть залива от Сан-Фабиана до Лабрадора представляет собой длинный пляж с серым песком протяжённостью 35 км. Дно залива песчаное, из-за чего вода в нём мутная.
С 1999 года на берегу залива в городе Суал работает 1294-мегаваттная угольная Суал (электростанция). Это крупнейшая электростанция такого типа в стране; высота дымовой трубы составляет рекордные 226 метров.

## История
22 декабря 1941 года 14-я японская армия высадилась на восточном берегу залива Лингаен. Победив без труда в нескольких небольших стычках плохо вооружённые разрозненные группы филиппинских и американских защитников, японцы быстро захватили весь залив. Он оставался под контролем императорской армии на протяжении более трёх лет. 6—9 января 1945 года залив Лингаен стал местом крупного сражения между японской и американской армиями. Со стороны США в ней участвовали более 875 кораблей и более 203 тысяч солдат, их потери составили 24 корабля потопленными и 67 повреждёнными. Потери японцев неизвестны. Победу одержали американцы. В память об этом сражении на берегу залива в городе Лингаен построен воинский мемориал.
Исторически в заливе присутствовали коралловые рифы, но все они были уничтожены в ходе активной «динамитной рыбалки».

## Галерея
- Закат над заливом, г. Бауанг[англ.]
- В национальном парке «Сто Островов»
- Агно — крупнейшая река, впадающая в залив
- Сан-Фернандо — крупнейший город на берегу залива
- Электростанция Суал[англ.]
- Американские корабли входят в залив Лингаен, январь 1945
- Воинский мемориал в Лингаене[англ.], возведённый в память о крупном сражении в заливе в январе 1945 года